# تیمو سوینی
تیمو سوینی (انگلیسی: Timo Soini؛ زادهٔ ۳۰ مهٔ ۱۹۶۲) یک سیاست‌مدار اهل فنلاند است.